# Funariidae
Funariidae, podrazred pravih mahovina. Opisan je 2003. godine, a u njega su uključena tri reda.

## Redovi
1. Disceliales Ignatov, Ignatova & Fedosov
2. Encalyptales Dixon
3. Funariales M. Fleisch.